# Oak Island (Carolina do Norte)
Oak Island é uma cidade  localizada no estado norte-americano de Carolina do Norte, no Condado de Brunswick.

## Demografia
Segundo o censo norte-americano de 2000, a sua população era de 6571 habitantes.
Em 2006, foi estimada uma população de 8152, um aumento de 1581 (24.1%).

## Geografia
De acordo com o United States Census Bureau tem uma área de
23,6 km², dos quais 20,6 km² cobertos por terra e 3,0 km² cobertos por água.

## Localidades na vizinhança
O diagrama seguinte representa as localidades num raio de 16 km ao redor de Oak Island.